# لئونور وارلا
لئونور وارلا (به انگلیسی: Leonor Varela) (زاده ۲۹ دسامبر ۱۹۷۲) بازیگر و مدل اهل شیلی است.
از فیلم‌های معروف او می‌توان به فیلم تیغه ۲، سواری، توماس عجیب، رنجرهای تگزاس، تلاش سخت و اسیر اشاره کرد.